# 郡家駅
郡家駅（こおげえき）は、鳥取県八頭郡八頭町郡家字石橋にある西日本旅客鉄道（JR西日本）・若桜鉄道の駅である。JRが管轄する両社の共同使用駅。
JR西日本の因美線と、若桜鉄道の若桜線が乗り入れている。若桜線は当駅が起点であるが、若桜線の半数の列車はJR因美線に乗入れ、鳥取駅まで運転される。
JR西日本が岡山～鳥取間を結ぶ特急「スーパーいなば」と、智頭急行線（上郡～智頭間）を経由して、京都・大阪～鳥取・倉吉間を結ぶ特急「スーパーはくと」が全列車停車する。

## 歴史

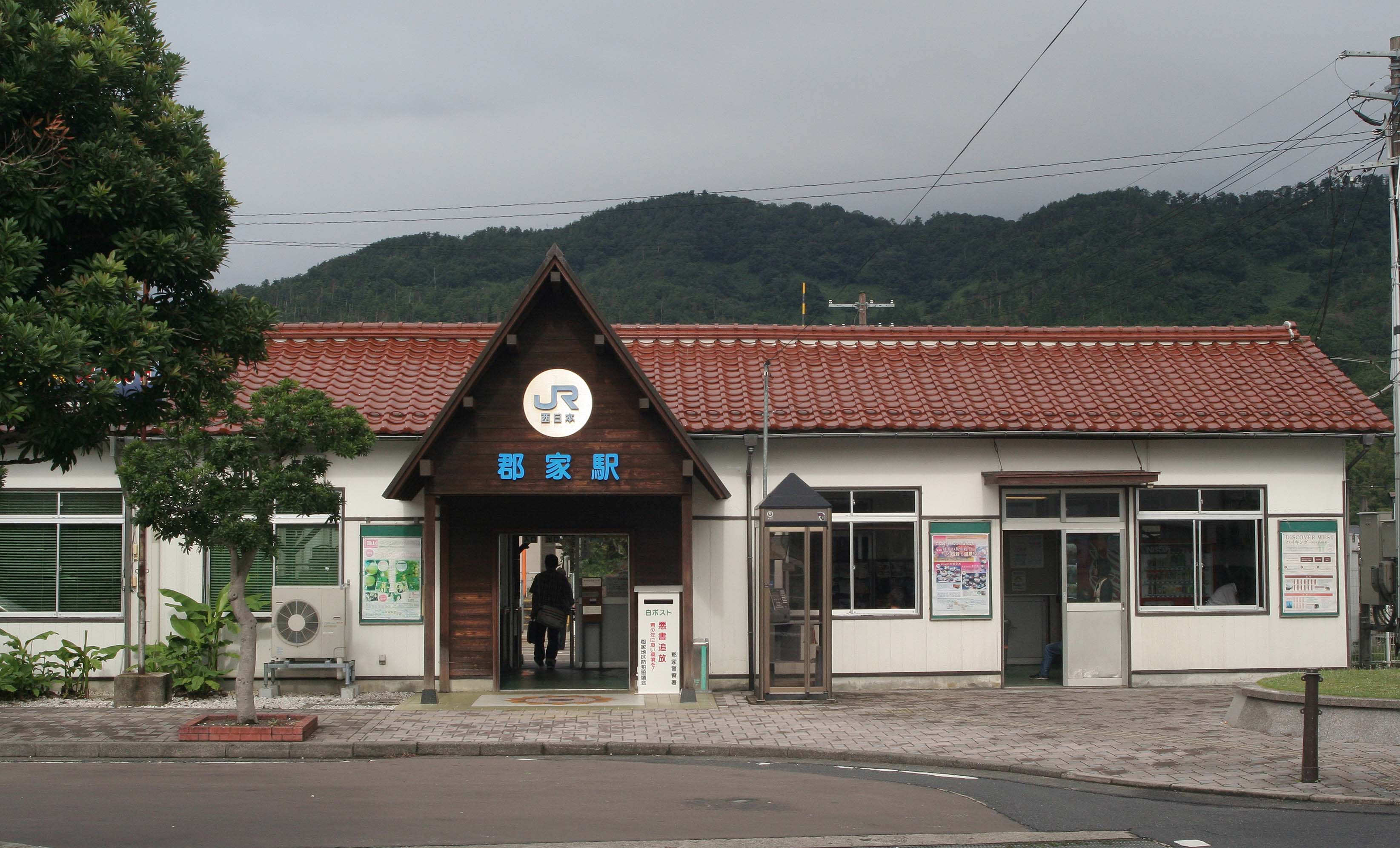
旧駅舎（2007年10月）

2014年（平成26年）4月から駅舎とコミュニティ施設を一体化した建物の建築工事を行い、2015年（平成27年）3月23日に「ぷらっとぴあ・やず」として開業した。

### 年表
- 1919年（大正8年）12月20日：因美軽便線（当時）鳥取駅 - 用瀬駅間開業時に設置[5]。
- 1922年（大正11年）9月2日：軽便線制度廃止により、因美軽便線が因美線に改称され、当駅もその所属となる。
- 1928年（昭和3年）3月15日：因美南線開業に合わせ、因美線が因美北線に改称され、当駅もその所属となる[6]。
- 1930年（昭和5年）1月20日：若桜線が隼駅まで開通、乗換駅となる[7]。
- 1932年（昭和7年）7月1日：当駅を含む鳥取駅 - 津山駅間全通に伴い、因美北線が現在の因美線の一部となり、当駅もその所属となる[8]。
- 1982年（昭和57年）3月5日：貨物の取り扱いを廃止[9]。
- 1985年（昭和60年）3月14日：荷物扱い廃止[9]。
- 1987年（昭和62年）
  - 4月1日：国鉄分割民営化に伴い、西日本旅客鉄道の駅となる[9]。
  - 10月14日：若桜線が若桜鉄道に転換され、同社と西日本旅客鉄道の共同使用駅となる[10][11]。
- 2015年（平成27年）3月23日：郡家駅舎が新しくなり、愛称を「ぷらっとぴあ・やず」とする[4]。
- 2022年（令和4年）
  - 3月11日[要出典]：みどりの窓口営業終了。
  - 3月12日：みどりの券売機稼働開始[12]。

## 駅構造

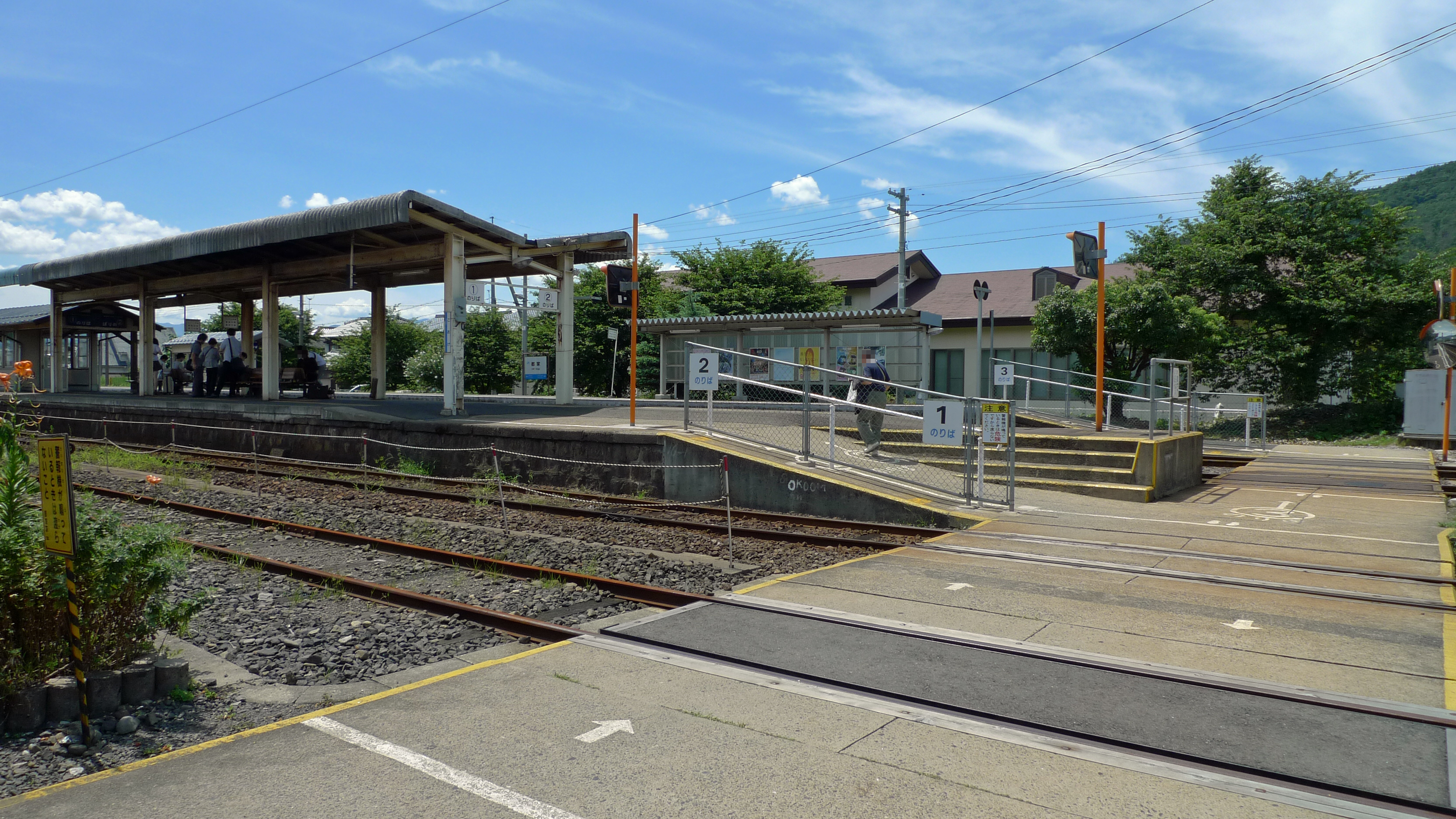
駅構内（2011年8月）

単式・島式2面3線のホームを持つ地上駅。駅舎側が島式ホーム（1・2番のりば）、駅舎反対側が単式ホーム（3番のりば）という配置で、ホーム間や駅舎とは構内踏切で連絡する。みどりの券売機が設置されている。
現駅舎は2015年（平成27年）3月にコミュニティ施設と合築で建てられ、名称は「ぷらっとぴあ・やず」である。延べ床面積は約460平方メートルあり、総工費は約3億6000万円であった。鳥取県産の木材を使用し、大型ガラスを利用した採光を特徴としている。交流ギャラリーや町の観光協会、コンビニエンスストアのポプラが入居し、2階にはプラットホームを眺められる展望室もある。「ぷらっとぴあ」の名前は、駅を連想する「プラットホーム」と理想郷を意味する「ユートピア」を組み合わせたものである。新駅舎ができるまで駅から50mのところにあった「きらめきプラザ八頭」の事実上の移転と思われる。

### のりば
| のりば | 路線    | 方向 | 行先                 | 備考               |
| ------ | ------- | ---- | -------------------- | ------------------ |
| 1      | ■若桜線 | -    | 若桜方面             |                    |
| 1      | 因美線  | 上り | 鳥取方面             | 若桜線からの直通   |
| 2      | 因美線  | 下り | 智頭・津山・大阪方面 |                    |
| 2      | 因美線  | 上り | 鳥取方面             | 通常はこのホーム   |
| 2      | ■若桜線 | -    | 若桜方面             | 鳥取始発の一部のみ |
| 3      | 因美線  | 上り | 鳥取方面             | 行違い時           |

付記事項
- 1987年4月1日時点では、夜間に当駅で切り離しを行う列車があった。鳥取発19時台と21時台の最終が該当していた[14]。
- 因美線に1本のみ、当駅始発の普通列車が存在する[15]。

## 駅周辺
- 八頭町役場
- 鳥取県八頭庁舎
- 郡家警察署
- 八頭町立八頭中学校
- 郡家郵便局
- 鳥取銀行 郡家支店
- 山陰合同銀行 郡家支店
- 鳥取信用金庫 郡家支店
- 国道29号
- 鳥取県道32号郡家鹿野気高線
- 鳥取県道173号郡家停車場線
- 鳥取県道287号河原郡家線

## その他
- 郡家駅 - 八頭高校前駅間の運賃は100円だが、郡家駅の入場券は150円で、郡家駅 - 八頭高校前駅間の運賃よりも高い。
- 特急列車利用者専用の駐車場がある。
- 配置されているのはJR西日本の社員のみ。若桜鉄道のみの乗車券、定期券、回数券は併設の観光案内所で発売[2]。

## 隣の駅
※因美線を通る特急「スーパーはくと」「スーパーいなば」の隣の停車駅は各列車記事を参照のこと。
西日本旅客鉄道（JR西日本）
 因美線
東郡家駅 - 郡家駅 - 河原駅
若桜鉄道
■若桜線（半数程度はJR因美線直通）
（東郡家駅 -） 郡家駅 - 八頭高校前駅